# Centre d'Investigació Ames

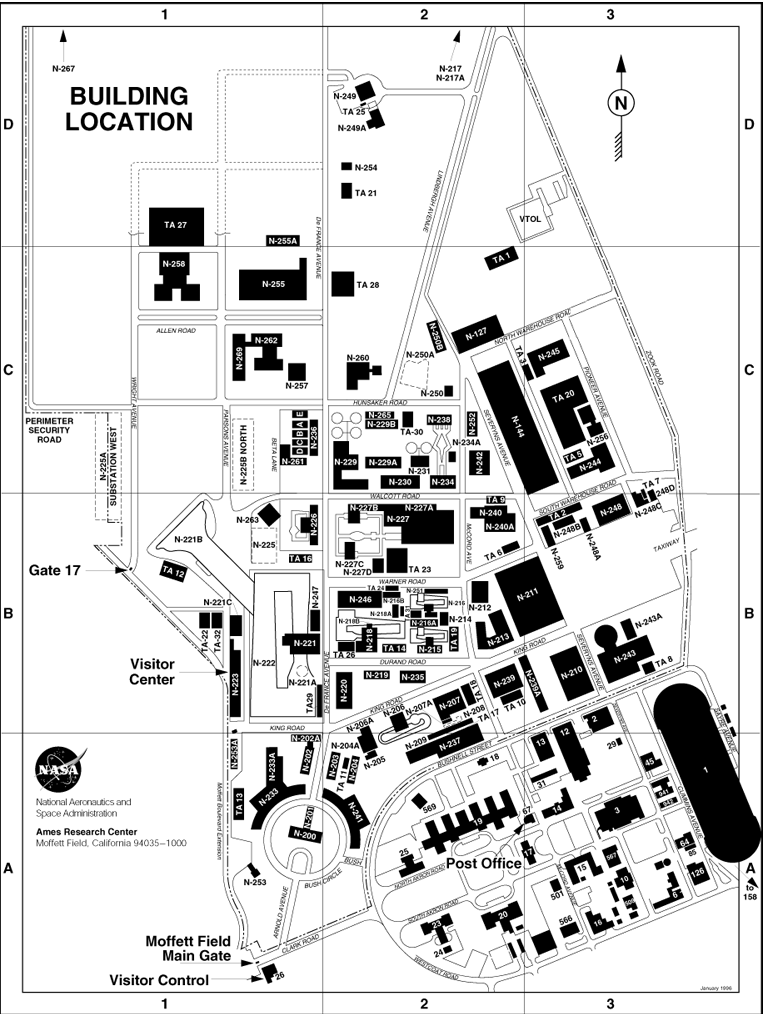
Mapa del Centre d'Investigació Ames

El Centre d'Investigació Ames (ARC, per l'abreviació en anglès: Ames Research Center), és un centre de recerca de la NASA (National Aeronautics and Space Administration). Va rebre el nom en honor de Joseph Sweetman Ames i fundat el 20 de desembre de 1939, com a segon laboratori de la dissolta agència NACA (National Advisory Committee for Aeronautics).
L'ARC es va adjuntar a la NASA el 1958.va ser e l'aerodinàmica de les hèlixs dels avions en un túnel de vent, no obstant això, el seu paper s'ha desenvolupat per abastar també els vols espacials i tecnologies de la informació.
 El centre Ames té un paper important en moltes missions de la NASA en suport dels programes espacials i aeronàutics dels Estats Units. Fa recerca en temes d'astrobiologia; petits satèl·lits; exploració lunar robòtica, la recerca de planetes habitables; supercomputació; sistemes intel·ligents o adaptatius; protecció tèrmica avançada, i l'astronomia espacial.
L'organització al centre de missions de moltes missions clau actuals: El satèl·lit Kepler, el Satèl·lit de detecció i observació de cràters lunars (LCROSS per les seves sigles en anglès), observatori estratosfèric per a astronomia infraroja (SOFIA, per les seves sigles en anglès), la Interfície espectrogràfica d'imatges per regió (IRIS, per les seves sigles en anglès), i una contribució en la nova exploració enfocada en el vehicle tripulat d'exploració Orió.

## Missions
Encara que el centre Ames és un centre d'investigació i no un centre de vol, ha estat involucrat en un gran nombre de missions astronòmiques i espacials.
Vuit de la missions espacials del programa Pioneer de 1965 a 1978 van ser administrades per Charles Hall al centre Ames, encaminat inicialment dins del sistema solar. El 1972, va recolzar les missions de sobrevol a Júpiter i Saturn en les missions Pioneer 10 i Pioneer 11. Aquestes dues missions van preparar el camí per a les missions més complexes Voyager 1 i Voyager 2, llançades 5 anys després.
El Lunar Prospector va ser la tercer missió seleccionada per la NASA para el seu desenvolupament complet i construcció com a part del programa Discovery. Amb un costro de 62.8 milions de dòlars, la missió de 19 mesos es va posar en òrbita polar Lunar, realitzant un mapatge de la composició de la superfície i possibles dipòsits de gel polar, mesurament de camp magnètic i gravitacional, i l'estudi dels fenòmens de desgasificacions lunars. Basant-se en dades de l'espectròmetre de neutrons lunar, missions científiques han determinat que hi ha de fet aigua congelada en els cràters polars de la lluna.
La missió va acabar el 31 de juliol de 1999 quan la Lunar Prospector va ser guiat cap a un cràter prop del pol sud lunar en un fallit intent d'analitzar l'aigua polar Lunar voporizándola per permetre caracterització espectroscòpica des de telescopis terrestres.
El satèl·lit Genesat 1 de 5 quilograms, carregat de bacteris dins d'un laboratori miniatura, va ser llançat el 16 de desembre de 2006.

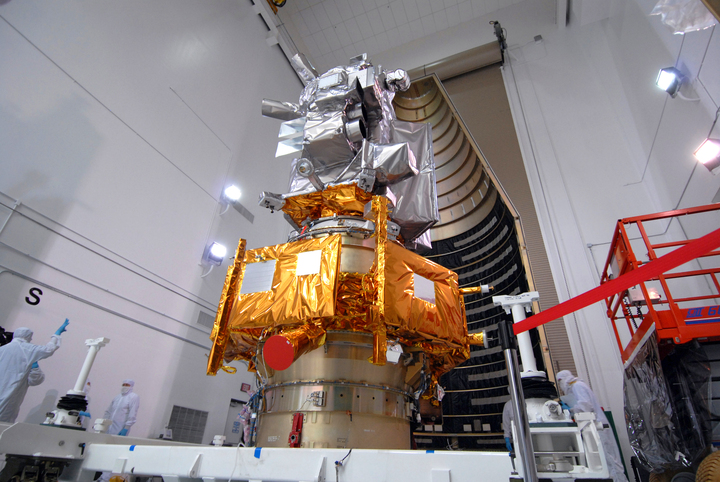
Sonda LCROSS sent preparada per al seu llançament

El Satèl·lit de detecció i observació de cràters lunars (LCROSS), missió enfocada en la recerca d'aigua en la lluna, era nau espacial de càrrega secundària. El LCROSS va iniciar el seu viatge a la lluna al mateix coet que la Lunar Reconnaissance Orbiter (LRO), amb diferents objectius en la lluna. Va ser llançat a l'abril de 2009 en un coet Atles V des del centre espacial Kennedy, en Florida.
La missió Kepler va ser la primera missió de la NASA capaç de trobar planetes de grandària similar a la Terra o menors. La missió Kepler monitorearía la lluentor dels estels per trobar planetes en travessar-se enfront d'ells durant el seu moviment de translació, ja que en passar o enfront de l'estel el planti faria que aquesta en disminueixi la lluentor.
El Stratospheric Observatory for Infrared Astronomy (SOFIA), és una projecte conjunt de les agències espacials NASA (Estats Units) i DLR (Alemanya), per crear una plataforma infraroja que pugui volar a altures prou altes per estar en el rang invisible del vapor d'aigua de l'atmosfera terrestre. La nau va ser proporcionada pels Estats Units i el telescopi infraroig per Alemanya.
La missió IRIS es va desenvolupar en societat amb el laboratori solar i astrofísic Lockheed Martin per entendre els successos en el límit entre el cromósfera del sol i la corona solar. La missió va ser afavorida per la NASA.
La missión LADEE (Lunar Atmosphere Dust Environment Explorer), desenvolupada per la NASA, va ser llançada a la lluna el 6 de setembre de 2013.
A més, Ames ha jugat un rol important en un gran nombre de missions, més notablement en elas missions d'exploració de Mart: Mars Pathfinder i Rover, on l'Ames va ser una peça clau.

## Divisió de sistemes d'aviació
La divisió de sistemes de aviació condueix la investigació i desenvolupament en dues àrees primàries: administració de tràfic aeri i simuladors de vol d'alta fidelitat.
Quant a l'administració de tràfic aeri, els investigadors estan creant i provant dissenys que permetin manejar més de tres vegades la quantitat de naus actuals. L'automatització i atenció de protocols de seguretat són les claus per al desenvolupament d'aquestes. Històricament, la divisió ha desenvolupat productes que han estat conseqüentment implementats per als vols comercials.
Per a la simulació de vols d'alta fidelitat, la divisió opera el simulador de vol més gran del món, i un simulador de torre de control de tràfic aeri panoràmica. Aquests simuladors han estat usats per a una varietat de propòsits, incloent en entrenament constant de pilots de llançaments espacials, desenvolupament de naus espacials futures, proves de sistemes de control d'helicòpters, i avaluació d'accidents.

## Tecnologies d'informació

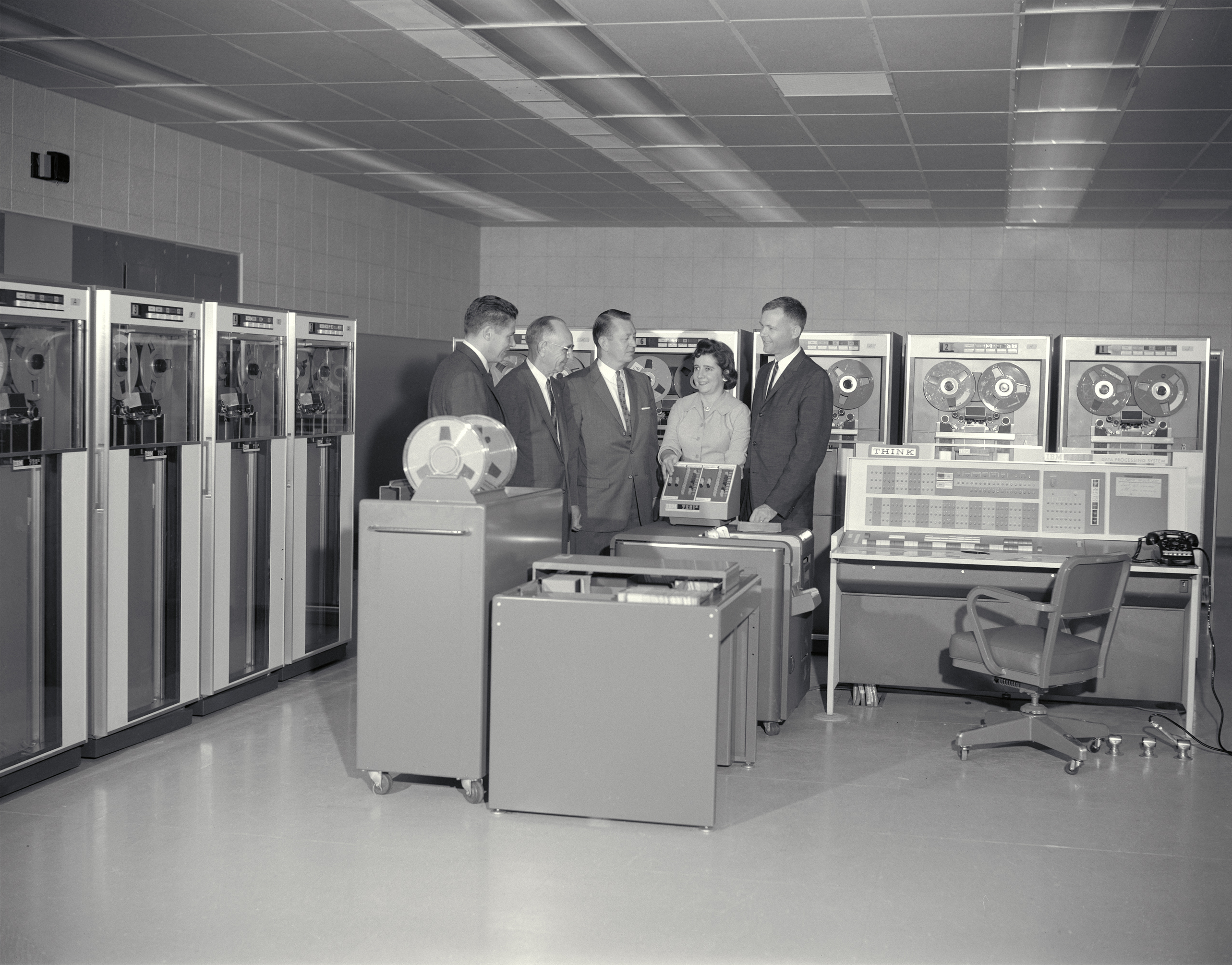
IBM 7090, ordinador central, al centre Ames el 1961.

Ames és llar de la gran investigació i desenvolupament de supercomputació avançada de la NASA, Human Factors, i Intel·ligència Artificial.
Aquestes organitzacions d'investigació i desenvolupament donen suport als esforços de l'exploracions de la NASA, així com de l'operació contínua de l'Estació Espacial Internacional (ISS) i els treballs de ciència espacial i aeronàutica de la NASA.
Li divisió de sistema intel·ligents és la divisió capdavantera en el desenvolupament avançat de programari i sistemes intel·ligents per a totes les adreces de missions de la NASA. Aquesta divisió proveeix coneixements per a aeronàutica, missions espacials, l'Estació Espacial Internacional i el projecte Orió (CEV)).
El primer projecte d'Intel·ligència Artificial (IA) a l'espai (Deep Space 1) va ser desenvolupat per Code TU, com el va ser el programari MAPGEN, que diari realitza plànols de les activitats del Mars Exploration Rover, el mateix raonament del codi és usat per assemblar l'operació del Phoenix Lander, i el sistema d'administració d'orientació dels panells solars de l'EEI. Completant l'àmbit d'activitats de Code TU es troben la gestió del sistema integrat per al manteniment del bon estat dels giroscopis de control de moment de la ISS, diversos sistemes col·laboratius amb eines de recerques semàntiques i una robusta enginyeria de programes.
La Divisió de sistemes d'integració humana, treballa en el desenvolupament i operació de sistemes aeroespacials complexos, amb dissenys centrats en humans, així com experiments relacionats amb la interacció humà-autòmat, per realitzar així millores dramàtiques en seguretat, eficiència i èxit de les missions. Per dècades, la divisió de sistemes d'integració humana ha estat a l'avantguarda de la investigació aeroespacial humana. La divisió alverga més de 100 investigadors, i contractistes, a més de l'equip d'administració.
El centre Ames opera un dels superordinadors més ràpids del món, la Pleiades, la qual està programada per aconseguir els 10 petaflops.
Al setembre de 2009, Ames va llançar la plataforma Nebula, com una plataforma de càlcul en el núvol més ràpida i potent, capaç de manejar conjunts de dades massives per complir amb els requeriments de seguretat. Aquest inovación usa components de open-source, compleix amb FISMA i pot ser escalada al nivell de demanda de govern, sent a més és molt eficient quant a l'ús d'energia.

## Processament d'imatges
El centre Ames de la NASA va ser el prevalgui lloc al món a realitzar el processament d'imatges aèries preses des d'un satèl·lit. Algunes de les tècniques pioneres de ressaltat de contrastos usant anàlisis Fourier, van ser desenvolupades al centre Ames en conjunt amb investigadors de la corporació ESL (Electromagnetic Systems Laboratory), de Pal Alt, Califòrnia.

## Túnels de vent

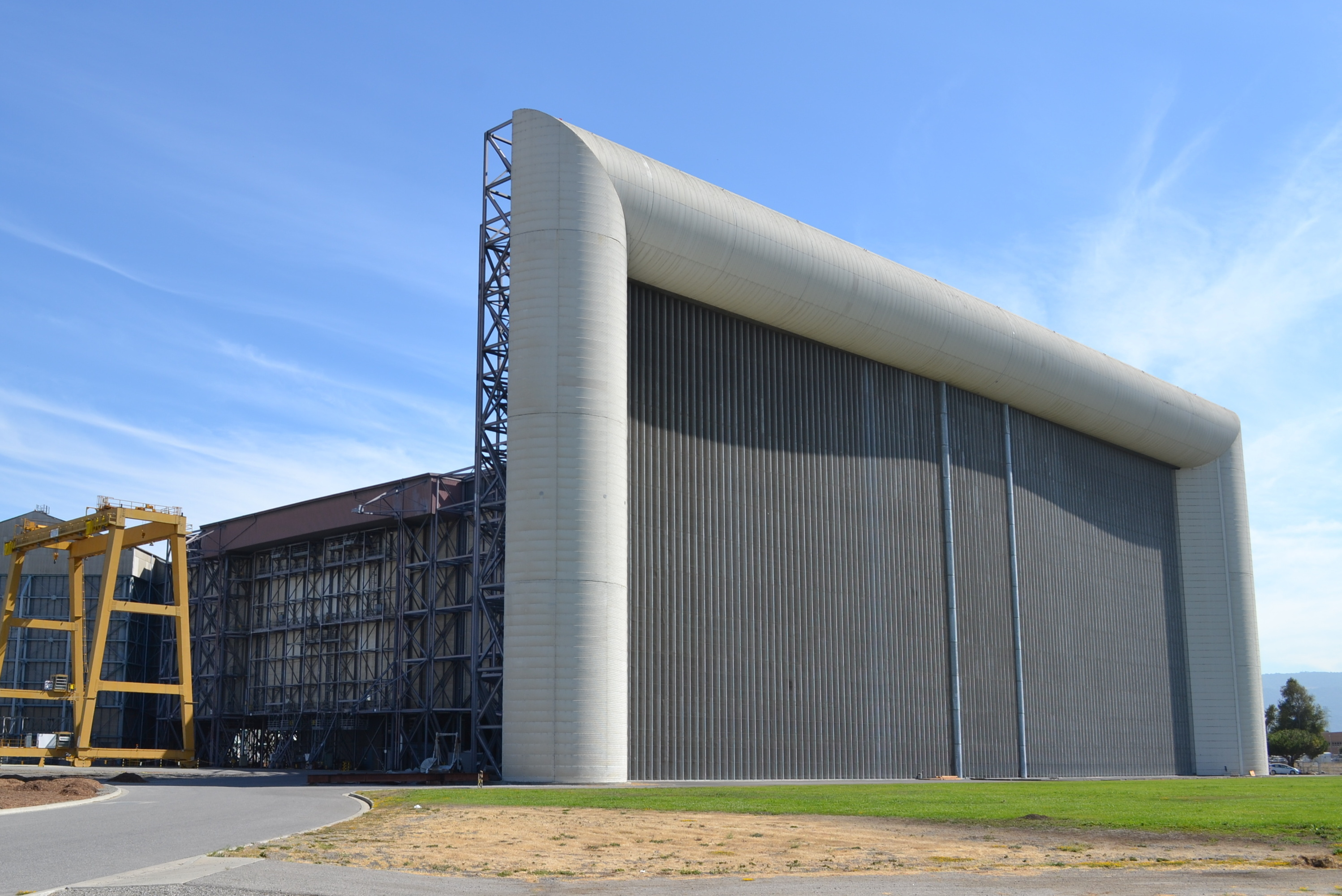
El túnel de vent més gran del món, localitzat al centre d'investigació Ames.

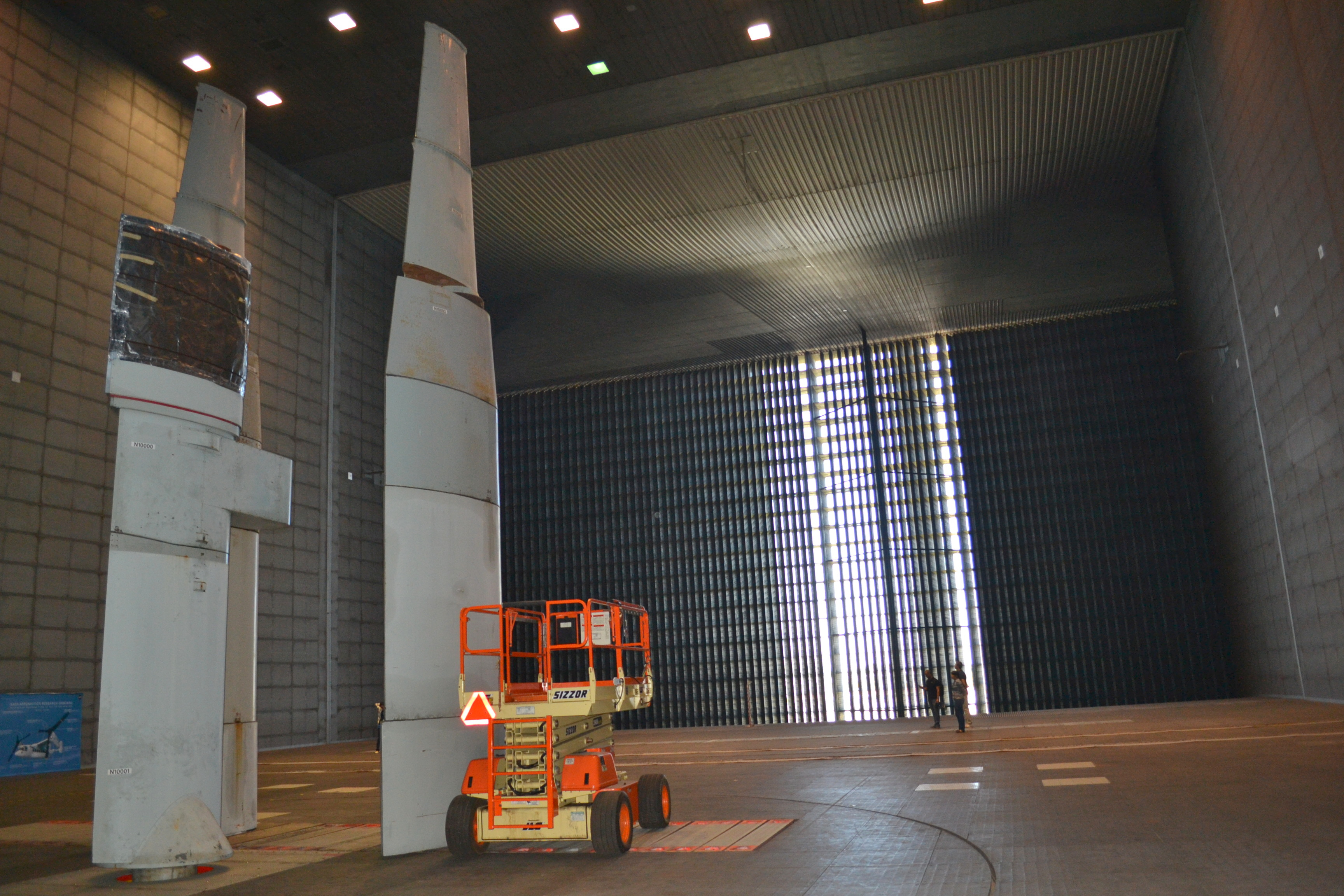
Interior del túnel de vent.

Els túnels de vent del centre Ames són coneguts no solament per la seva gran grandària, sinó també per les seves diverses característiques que permeten diversos tipus d'investigacions científiques i d'enginyeria.

### Túnel de vent de pla unitari de l'ARC
El túnel de vent de pla unitari de l'ARC (UPWT, per les seves sigles en anglès de: Unitary Plan Wind Tunnel), va ser acabat en 1956 amb un cost de 27 milions de dòlars. Des de la seva terminació, les instal·lacions de l'UPWT ha estat el túnel de vent més usat per la NASA.
Els principals transports comercials i gairebé cada jet militar construït als Estats Units durant els últims 40 anys han estat provat en aquestes instal·lacions.
Models de les naus Mercury, Gemini, i el coet de l'Apollo van ser provades també en aquest túnel.

### National Full-Scale Aerodynamics Complex(NFAC)

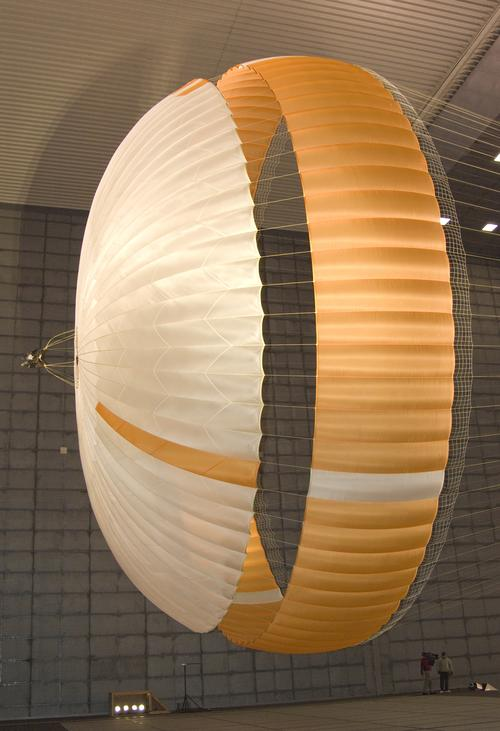
El paracaigudes d'aterratge del Mars Science Laboratory sent provat en el túnel de vent. Es poden apreciar persones en la cantonada inferior dreta de la imatge.

El centre Ames alberga també al túnel de vent més gran del món, part del National Full-Scale Aerodynamic Complex (NFAC): És prou llarg per provar avions és la seva grandària original, en comptes de models a escala.
Aquest túnel de vent va ser construït en els anys 1940 i és usat per donar suport a programes d'investigacions sobre aerodinàmica, dinàmica, models de soroll i naus aèries de gran escala així com els seus components. Les característiques aerodinàmiques de noves configuració són investigades amb la finalitat de validar mètodes computacionals. S'exploren els límits d'estabilitat mecàniques d'helicòpters i les interaccions avançades del fuselatge. Es determina l'estabilitat i control, incloent característiques estàtiques i dinàmiques de les configuracions per a les noves naus. Es determinen les característiques acústiques de la majoria dels vehicles de gran escala, així com es realitzen investigacions destinades a descobrir i reduir les fonts de soroll aerodinàmic. A més dels mètodes tradicionals de mesurament (equilibri, pressió temperatura), la tècnica, la instrumentació, ajuden a determinar l'adreça i velocitat del flux dins i fora de la superfície dels models o naus en la investigació. El túnel de vent és usat per determinar les característiques aerodinàmiques a baixes i mitges velocitats de les naus d'alt rendiment, rotors i ales reparades.
Una secció de 80 per 120 peus és capaç de provar un Boeing 737 complet a velocitats de vent a dalt de 190 quilòmetres per hora.
Des que la NASA va deixar d'usar-ho l'any 2003, el NFAC és operat per la Força Aèria dels Estats Units com una instal·lació del centre de desenvolupament d'enginyeria Arnold (AEDC).

## Arc Jet Complex
El complex de flux en arc del centre Ames (Arc Jet Complex) compta amb 7 seccions de proves. Quatre d'elles contenen fluxos en arc de configuracions diferents, servits per un mateix equip de suport per a aquestes instal·lacions:
- Instal·lacions d'escalfament aerodinàmic (Aerodynamic Heating Facility, AHF).
- Va tenir de flux de turbulència (Turbulent Flow Duct, TFD).
- Instal·lacions de prova de panells (Panel Test Facility, PTF).
- Instal·lacions d'interacció de l'escalfament (Interaction Heating Facility, IHF).

Els equips de suport inclouen dos generadors de corrent directe, un sistema de buit i injecció de vapor, un sistema de refredament d'aigua, sistema de gasos a alta pressió, sistemes d'obtenció de dades, entre altres sistemes auxiliars.
La magnitud i capacitat d'aquests sistemes fan del Arc Jet Complex un complex únic al món. El generador de maig capacitat, pot proveir 75 megawatts (MW) durant 30 minuts o 150 MW durant 15 segons. Aquesta capacitat, en combinació amb gran un sistema de buit i injecció de vapor de 5 etapes, permet l'operació de les instal·lacions per igualar les condicions atmosfèriques de vols a gran altitud. El conjunt d'instal·lacions termofísiques opera quatre instal·lacions de flux d'arc. Les instal·lacions d'interacció de l'escalfament (IHF), amb una capacitat de 60 MW disponibles, és un dels arcs amb major energia disponible. Són instal·lacions amb molta flexibilitat d'operació, capaces de funcionar per terminis de més d'una hora.

## Range Complex

### Camp de tir vertical
El camp de tir vertical del centre Ames (AVGR, per les seves sigles en anglès), va ser dissenyat per conduir estudis científics dels procés d'impacte lunar en suport a les missions del Apol·lo. En 1979, es va establir com a instal·lació nacional, fundada al programa de geologia i geofísica planetària de la NASA. En 1995, les necessitats científiques es van incrementar en diverses disciplines resultant en la unió de tres programes de ciència de la NASA: Geologia, Exobiologia i Orígens del Sistema Solar. A més l'AVGR proveeix de suport a diverses missions com Stardust, o Deep Impact.
L'AVGR pot llançar projectils a velocitats de 500 a 7000 metres per segon. Variant l'angle d'elevació respecte a la càmera de buit de destinació, és possible crear impactes de 0° a 90° en relació al vector gravitacional. Aquesta característica única és important en l'estudi del procés de formació de cràters.
L'objectiu és una càmera d'aproximadament 2.5 metres de diàmetre, i pot contenir una gran varietat de textures, pot mantenir nivells de buit molt baixos, o pot ser omplert amb diferents gasos per simular l'atmosfera de diferents planetes. Els impactes són normalment gravats en un video d'alta velocitat o amb un velocímetre de parículas.

### Camp de vol lliure a hipervelocitat
El camp de vol lliure d'hipervelocitat (HFF, per les seves sigles en anglès, Hypervelocity Free-Flight) comprèn dues instal·lacions actives: les instal·lacions d'aerodinàmica (HFFAF) i les de desenvolupament d'armes (HFFGDF). Les instal·lacions de l'HFFAF combina un camp de balística i un túnel de vent de maneig de proves d'impacte. El seu principal propòsit és examinar les característiques aerodinàmiques i detalls d'estructura camps de flux de model aerobalísticos de vol lliure.

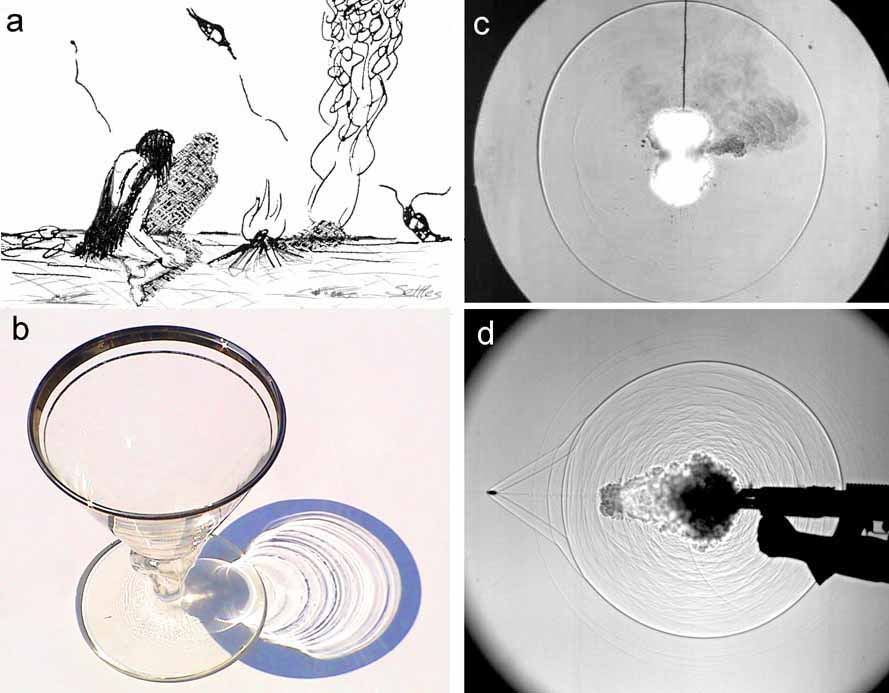
Exemple de gràfics d'ombres.

Les instal·lacions de l'HFFAF inclouen una secció de proves equipada amb 16 estacions de revisió de gràfics d'ombres. Cada estació pot ser usada per comparar parells d'imatges ortogonals d'un model de hipervelocitat durant un vol. Aquestes imatges combinades amb l'historial d'enregistraments de vol, poden ser usades per obtenir paràmetres aerodinàmics crítics, com els són la sostenibilitat, resistència, estabilitat, flux i coeficients de moment. Per a simulacions de velocitats per sobre de les 25 Machs, poden ser llançats dins d'un comptador de cantonades en el flux generat en el tub d'impacte. Les instal·lacions poden ser configurades per a proves d'impacte a hipervelocitat, també amb capacitats aerotermodinàmiques. Les instal·lacions de l'HFFAF va ser configurat para operés la pistola de gas de llum d'1.5 polzades, per ajudar en la presa contínua d'imatges tèrmiques així com de les investigacions transitives per al programa hipersónico de la NASA.
Les instal·lacions de desenvolupament d'armes (HFFGDF), és usat per a estudis de millores en el rendiment d'armes, i de tant en tant en proves d'impactes. Les instal·lacions usen el mateix arsenal de pistoles gas de llum i pols com en l'HFFAF per accelerar partícules de 3.2 a 25.4 mil·límetres a velocitats de 0.5 a 8.5 quilòmetres per segon. La majoria de les investigacions se centren el configuracions per a entrada en l'atmosfera terrestre, dissenys per a missions d'entrada a altres planetes i configuracions de frenat aeri. Les instal·lacions han estat usades també per a estudis de propulsió de scramjet i estudis d'impacte d'escombraries espacials. El 2004, les instal·lacions van ser usades per a proves d'enderrocs dinàmics suaus, per ajudar el retorn a la terra. Des de març del 2007, l'HFFGDF ha estat reconfigurado per operar una pistola de gas fred per a l'aerodinàmica de càpsules espacials sub-sónicas.

### Tub de xoc en arc elèctric
Les instal·lacions del tub de xoc en arc elèctric (EAST, per les seves sigles en anglès, Electric Arc Shock Tube) són usades per investigar els efectes de la radiació i la ionització que ocorren durant l'entrada atmosfèriques a alta velocitat. També pot proporcionar simulacions de doll d'aire a una pressió atmosfèrica igual que la Terra o major. 

## Educació

### Centre d'exploració Ames

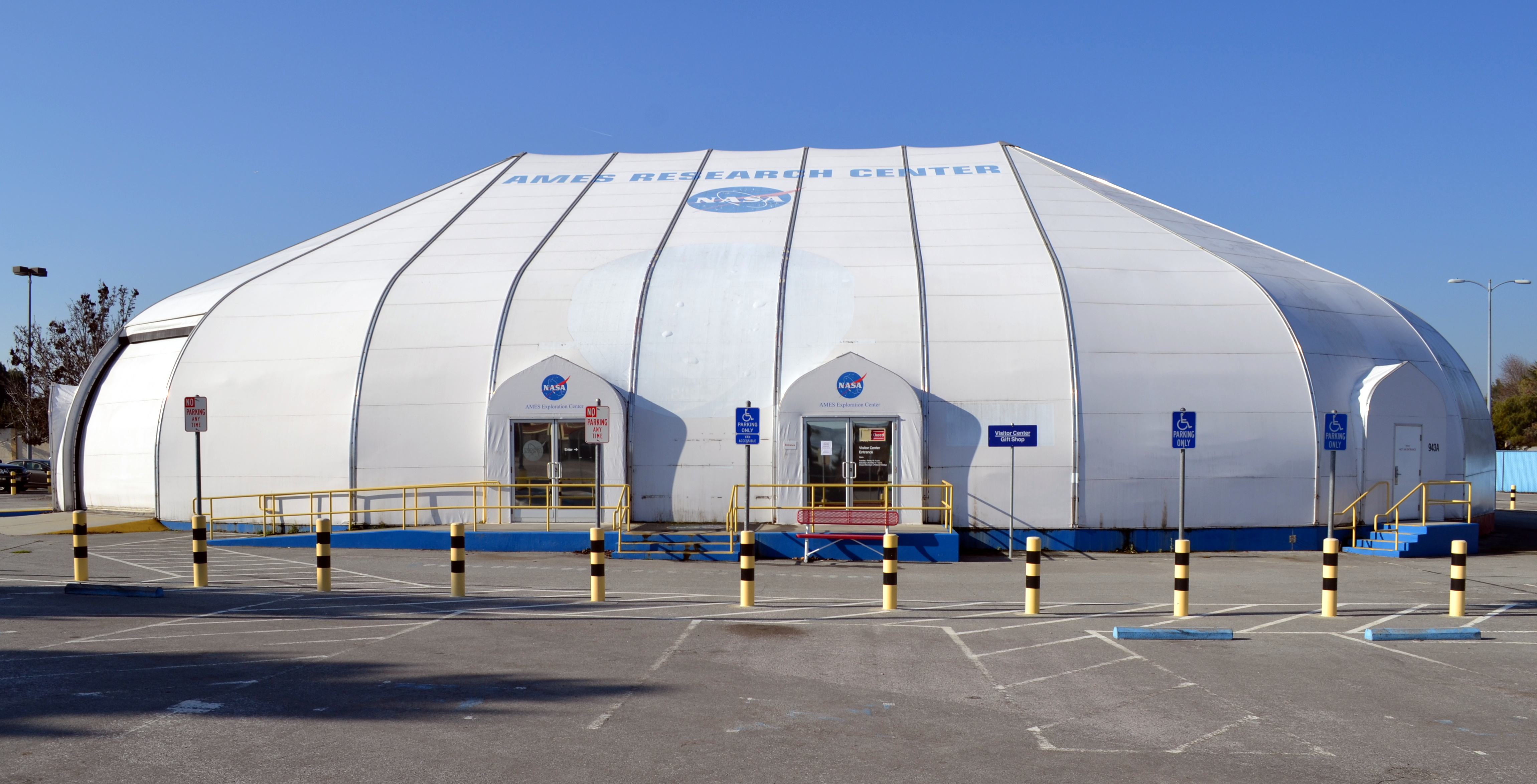
Centre d'exploració Ames

El centre d'exploració Ames és un museu de ciència i centre d'educació de la NASA. Hi ha pantalles i exhibicions interactives sobre la tecnologia, missions i exploracions espacials de la NASA. Es mostren una roca lunar, un meteorit i altres exemplars geològics. Hi ha un cinema on es mostren pel·lícules d'exploracions a Mart i altres planetes, o sobre contribucions dels científics d'Ames. Les instal·lacions són d'entrada lliure al públic, en horaris de dimarts a dijous, de 10 del matí a 4 de la tarda, i dissabtes i diumenges de 12 del migdia a 4 de la tarda.

### Projecte d'Aliança Robòtica
El 1999, Mark León va desenvolupar el Projecte d'Educació Robòtica (ara crideu Projecte d'Aliança Robòtica) sota el seu mentor Dave Lavery, el qual supera la xifra de 100.000 estudiants al llarg dels Estats Units, usant les competències Robòtica FIRST i Botball. El projecte FIRST organitza la FIRST Robotics Competition. Participant inicialment amb l'equip varonil The Cheessy Poofs, de l'escola Bellarmine High School, de San José (Califòrnia). El 2006, es va fundar l'equip femenil The Space Cookies, en col·laboració amb les Girl Scouts. El 2012 es va unir al projecte l'equip Spartan Robotics de la Mountan View High School. Els tres equips han guanyat competències regionals, i els anomenen els equips locals.
La missió del projecte és "crear un recurs humà, tècnic i programàtic de capacitats en robòtica, que permeti la implementació de missions d'exploració espacial robòtiques".

## Esdeveniments
Encara que l'administració del president dels Estats Units George W. Bush va augmentar lleugerament els fons per a les investigacions de la NASA, un reajustament en les prioritats d'investigació va donar lloc a un important nombre d'acomiadaments en Ames.
El 22 d'octubre de 2006, la NASA va obrir el Centre Carl Sagan per a l'Estudi de la Vida en el Cosmos. El centre va continuar el treball amb el qual havia compromès Carl Sagan, incloent la recerca d'intel·ligència extraterrestre.

## Associacions públic-privades
El govern federal dels Estats Units ha reasignado parts de les instal·lacions i recurs humà a l'ajuda de la indústria d'investigació i educació del sector privat.
Hewlett-Packard es va convertir en la primera corporació a afiliar-se al nou institude d'investigació i desenvolupament Bio-Info-Nano (BIN-RDI, de Bio-Info-Nano Research and Development Institute), un projecte col·laboratiu iniciat per la Universitat de Califòrnia a Santa Cruz i la NASA, establerts al centre Ames. Aquest instito s'especialisa a la crecación d'avanços científics mitjançant la convergència de biotecnologia, tecnologies d'informació i nanotecnologia.
La Universitat de la Singularitat allotja el seu programa de lideratge i educació en aquestes instal·lacions. La companyia KleenSpeed Technologies té les seves oficines administratives al centre Ames.

### Google
El 28 de setembre de 2005, tant Google com el centre d'investigació Ames van revelar detalls d'una aliança de recerca. A més de reunir enginyers talentosos, Google planeja la construcció d'un campus al centre Ames.
El 4 de juny de 2008, Google va anunciar que havia llogat un gran terreny de la NASA a Moffett Field, per usar-ho com a espai d'oficines i habitatges per als seus empleats.
La construcció de les oficines del nou projecte de Google Googleplex va començar el 2013, amb el pla de ser inaugurades el 2015. L'anomenen "vista a la badia", ja que té una vista cap a la Badia de San Francisco.
Al maig de 2013, Google Inc va anunciar que llançaria el Laboratori Intel·ligent Artificial Quàntic, i que seria allotjat al centre Ames. El laboratori tindria un ordinador quàntic de D-Wave System, i l'Associació d'Investigació Espacial Universitari convidaria investigadors de tot el món. L'objectiu és iniciar un estudi de com la computació quàntica podria ajudar en els avanços de l'aprenentatge de les màquines.